# Голдерс-Грін (станція метро)
51°34′21″ пн. ш. 0°11′39″ зх. д. / 51.5725° пн. ш. 0.194167° зх. д.
Голдерс-Грін (англ. Golders Green) — станція відгалуження Еджвар Північної лінії Лондонського метро. Станція розташована у 3-й тарифній зон, у районі Голдерс-Грін, боро Барнет, Лондон, між станціями Брент-кросс та Гампстед. Пасажирообіг на 2017 рік — 8.41 млн осіб.
Конструкція станції: Наземна відкрита з двома острівними та однією береговою платформою, на дузі

## Історія
- 22. червня 1907: відкрита як кінцева у складі Charing Cross, Euston & Hampstead Railway (CCE&HR, тепер складова Північної лінії).
- 19. листопада 1923: відкриття трафіку до Еджвар.

## Пересадки
- На автобуси London Bus маршрутів: 13, 83, 102, 139, 183, 210, 226, 240, 245, 260, 268, 328, 460, 631, H2, H3 та нічні маршрути N5, N83.